# Communauté économique des pays des Grands Lacs
La Communauté économique des pays des Grands Lacs (CEPGL) est une organisation internationale créée le 20 septembre 1976 pour l'intégration économique et la facilitation des mouvements des biens et des personnes entre  le Burundi, le Zaïre (actuelle République démocratique du Congo) et le Rwanda. Elle a son siège à Gisenyi, dans le district de Rubavu de la province de l'Est au Rwanda.

## Histoire
Le 20 septembre 1976, les Présidents du ZaïreMobutu Sese Seko, du Rwanda , Juvénal Habyarimana  et du Burundi, Jean-Baptiste Bagaza  signent, dans la ville rwandaise de Gisenyi, la convention pour la création de la Communauté économique des Pays des Grands Lacs (CEPGL).

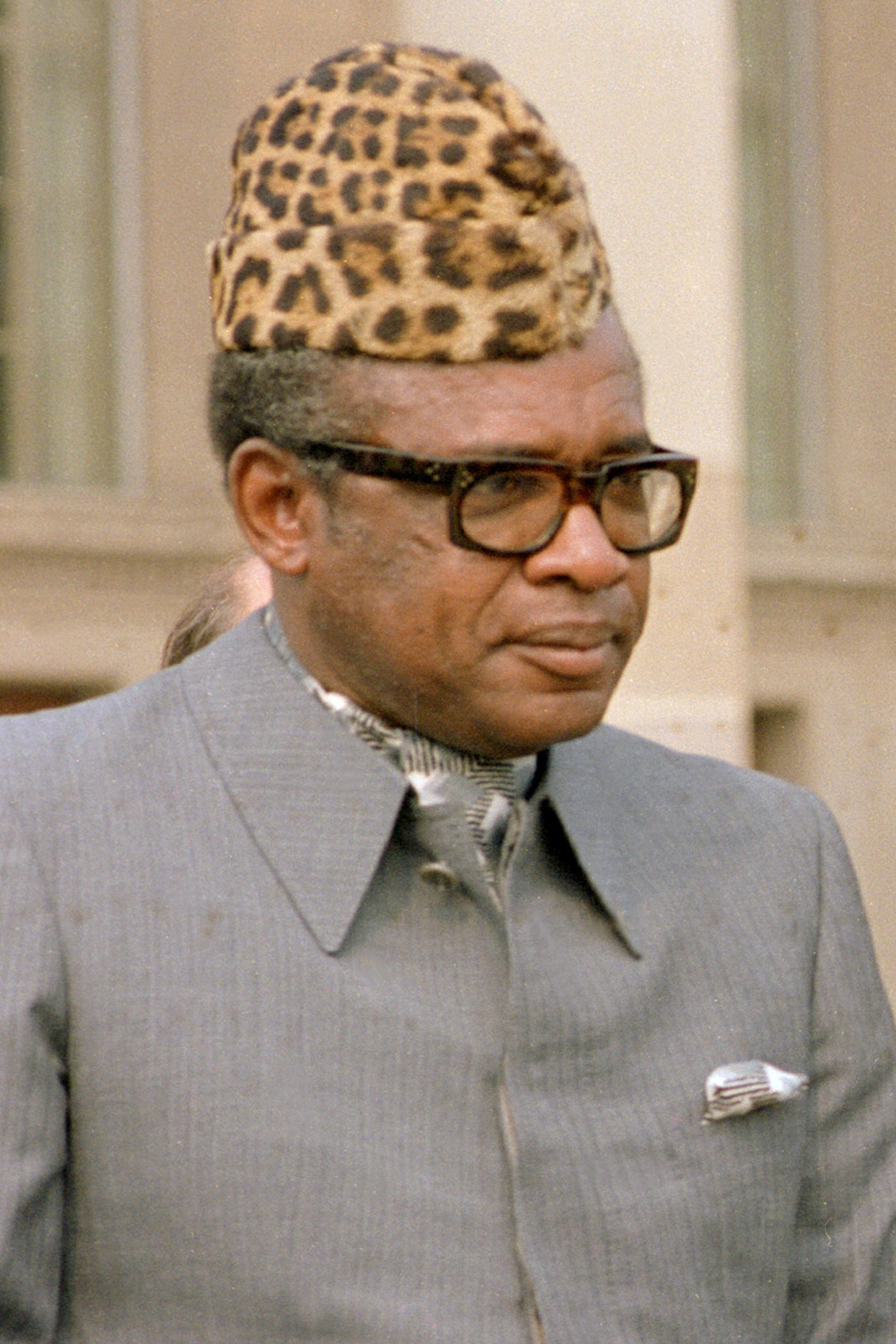
Mobutu Sese Seko (1983)
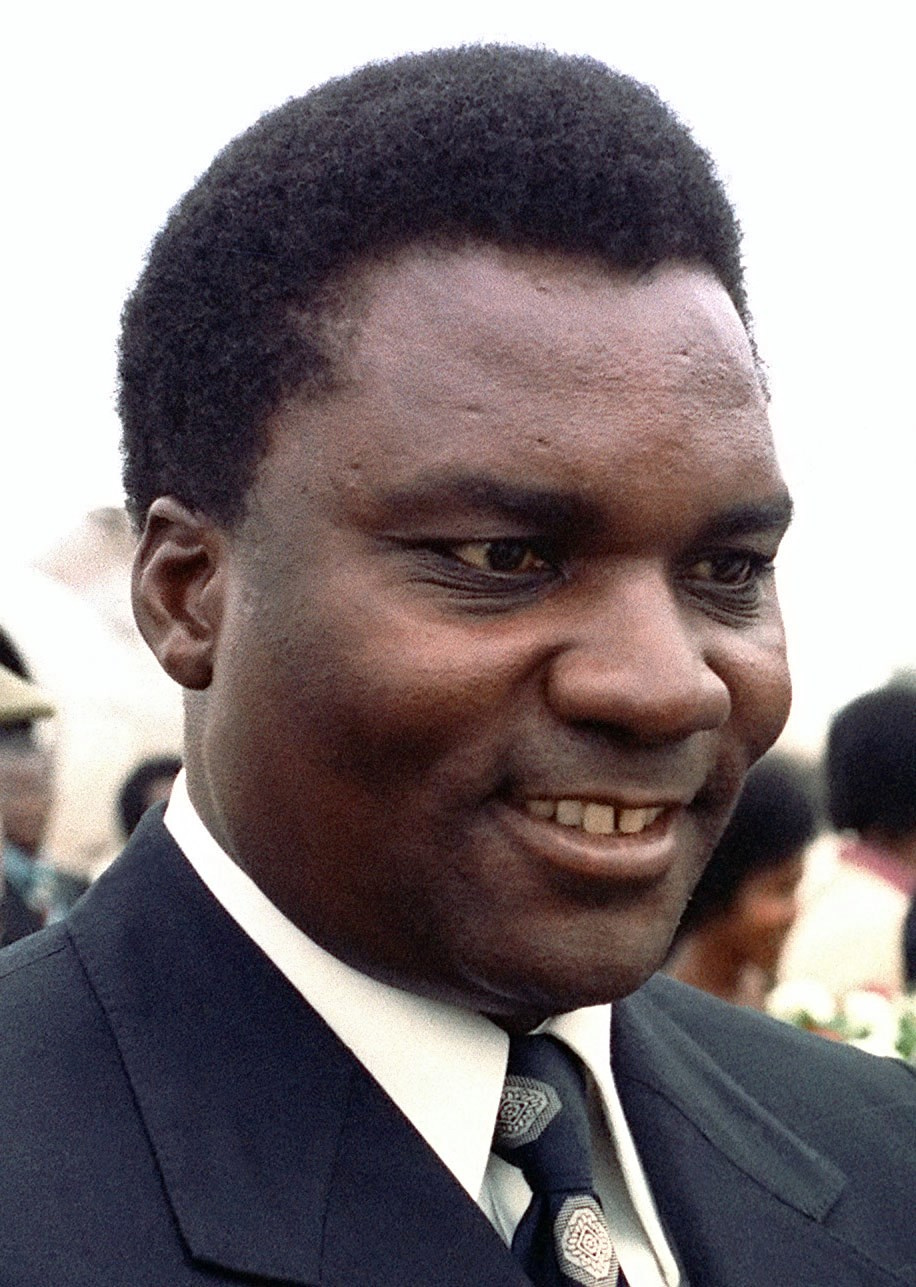
Juvénal Habyarimana (1980)
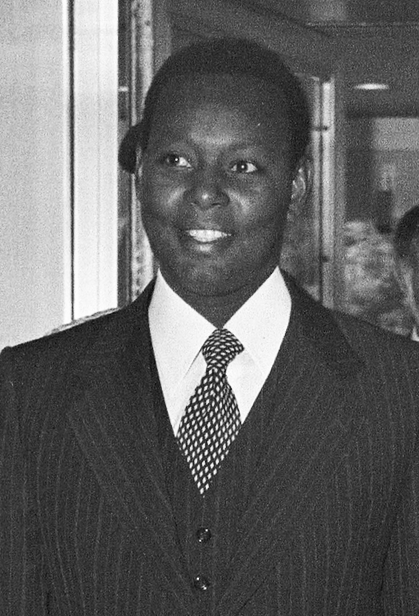
Jean-Baptiste Bagaza (1978)

En 1994, la crise burundaise puis le génocide des Tutsis au Rwanda plongent la CEPGL dans une crise. En 1996, tous les accords sont suspendus à la suite de l'agression de la souveraineté territoriale zaïroise par les troupes de l'Alliance des forces démocratiques pour la libération du Congo (AFDL) et de l'Armée patriotique rwandaise (APR).
En 2004, Louis Michel, ministre des Affaires étrangères de la Belgique invite les ministres des Affaires étrangères de la RDC, du Rwanda et du Burundi au Palais d'Egmont à Bruxelles pour discuter des modalités d'une éventuelle relance de la CEPGL.
En 2008, est décidée une relance de la CEPGL, confirmée en août 2010, à la suite d'une rencontre entre les présidents Kagame du Rwanda et Nkurunziza du Burundi.
En août 2022, Les représentants des onze Etats d’Afrique centrale ont adopté à Yaoundé le principe d’une fusion des trois zones économiques de la région. Cette décision suppose notamment la disparition à terme de la Communauté économique des États de l'Afrique centrale (CEEAC), celle de la Communauté économique et monétaire de l'Afrique centrale (CEMAC), ainsi que la Communauté économique des Pays des Grands Lacs (CEPGL) au profit d’une seule et unique organisation
L’objectif de la CEPGL est de promouvoir l’intégration économique régionale entre ses membres, en favorisant la libre circulation des personnes, des biens et des capitaux, ainsi que la sécurité régionale. Elle finance également des institutions communes dans les domaines de la finance, de la recherche et de l’énergie.

## Liste des pays membres
- Burundi
- République démocratique du Congo
- Rwanda

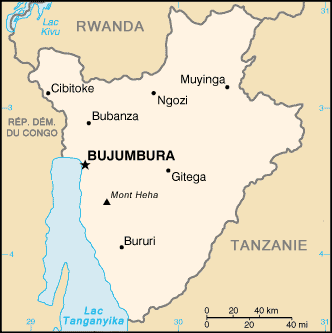
Carte du Burundi.
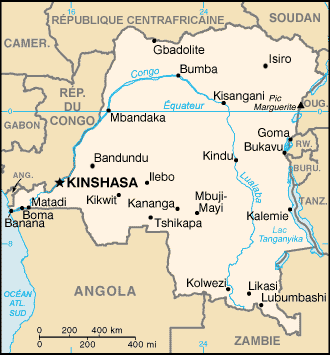
Carte de la République démocratique du Congo.
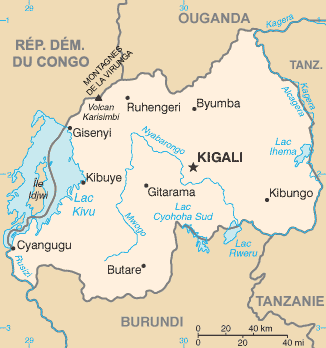
Carte du Rwanda.

## Problématique
La CEPGL a connu des périodes de crise, mais elle a été relancée à plusieurs reprises pour poursuivre ses objectifs régionaux. Récemment, en août 2022, les représentants des onze États d’Afrique centrale ont adopté le principe d’une fusion des trois zones économiques de la région, ce qui pourrait entraîner la disparition à terme de la CEPGL au profit d’une seule et unique organisation.
La Communauté économique des Pays des Grands Lacs (CEPGL) fait face à plusieurs défis dans sa mission d’intégration économique et de coopération régionale :
- Instabilité politique et conflits : La région des Grands Lacs a connu des périodes de conflits armés, de tensions politiques et d’instabilité. Les conflits entre les pays membres, les groupes armés et les enjeux territoriaux entravent la coopération et l’intégration économique[5].
- Infrastructure insuffisante : Les infrastructures de transport, d’énergie et de communication sont souvent limitées et entravent les échanges commerciaux et la mobilité des personnes.
- Pauvreté et développement économique inégal : Certains pays membres de la CEPGL sont confrontés à des niveaux élevés de pauvreté et à des disparités économiques.
- Problèmes environnementaux : La région des Grands Lacs est sujette à des problèmes environnementaux tels que la déforestation, la dégradation des sols, la pollution de l’eau et la perte de biodiversité.
- Coordination et harmonisation des politiques : La coopération économique nécessite une coordination étroite entre les politiques nationales des pays membres[6]. L’harmonisation des réglementations, des normes et des politiques est essentielle pour faciliter les échanges[7].
- Faible implication des secteurs privés : La participation active du secteur privé est cruciale pour la croissance économique et l’intégration régionale.
- Sécurité alimentaire et agriculture durable : La sécurité alimentaire est un enjeu majeur dans la région. La CEPGL doit promouvoir des pratiques agricoles durables et renforcer la sécurité alimentaire[4].

## Objectif
La CEPGL a pour objectif l’intégration économique régionale entre ses quatre pays membres, la libre circulation des personnes, des biens et des capitaux, la sécurité régionale et le financement d’institutions communes dans les domaines de la finance, de la recherche et de l’énergie.

## Initiatives
La Communauté économique des Pays des Grands Lacs (CEPGL) a mis en place plusieurs initiatives pour surmonter les défis :
- Programmes de paix et de sécurité : La CEPGL collabore avec les pays membres pour promouvoir la stabilité et la sécurité dans la région en soutenant les initiatives visant à résoudre les conflits, à désarmer les groupes armés et à renforcer la coopération en matière de sécurité[5]..
- Projets d’infrastructures : Pour améliorer les échanges commerciaux et la mobilité des personnes, la CEPGL investit dans des projets d’infrastructures tels que les routes, les ponts, les ports et les réseaux de communication[8].
- Programmes de développement économique : La CEPGL encourage le développement économique durable en favorisant les investissements, le commerce intra-régional et les partenariats public-privé[7]. Elle soutient également des projets agricoles et énergétiques[8].
- Renforcement des institutions communes : La CEPGL travaille à renforcer ses institutions, telles que la Banque de développement des États des grands lacs (BDEGL) et l’Institut de recherches agronomique et zootechnique (IRAZ).
- Sensibilisation et éducation : La CEPGL mène des campagnes de sensibilisation pour informer les citoyens sur les avantages de l’intégration économique et encourage également l’éducation et la formation pour renforcer les compétences locales[8].
- Partenariats régionaux et internationaux : La CEPGL collabore avec d’autres organisations régionales et internationales pour partager les meilleures pratiques, mobiliser des ressources et renforcer la coopération[7].

## Quelques résultats
Quelques exemples de succès et d’impacts positifs :
- Coopération commerciale et libre circulation des biens : La CEPGL a facilité la circulation des marchandises entre les pays membres. Des corridors commerciaux ont été développés, ce qui a permis d’accroître les échanges et de stimuler l’économie régionale[9].
- Projets d’infrastructures transfrontalières : La CEPGL a soutenu la construction de routes, de ponts et d’autres infrastructures transfrontalières. Par exemple, le pont Rusizi I reliant le Rwanda et la République démocratique du Congo a amélioré la connectivité et le commerce entre les deux pays et la centrale hydroélectrique de Ruzizi III avec une capacité de 147 MW[9].
- Programmes de développement agricole : La CEPGL a investi dans des projets agricoles visant à améliorer la sécurité alimentaire et à promouvoir des pratiques agricoles durables. Des formations ont été dispensées aux agriculteurs pour améliorer leurs rendements.
- Renforcement des capacités institutionnelles : La CEPGL a renforcé ses institutions telles que la Banque de développement des États des grands lacs (BDEGL) et l’Institut de recherches agronomique et zootechnique (IRAZ). Ces institutions ont contribué à la croissance économique et au développement durable.
- Collaboration en matière de sécurité : La CEPGL a travaillé avec les forces de sécurité des pays membres pour lutter contre les menaces transfrontalières telles que le terrorisme, la criminalité organisée et le trafic illicite. Cette coopération a renforcé la sécurité dans la région.
- Promotion du tourisme : La CEPGL a encouragé la coopération dans le secteur du tourisme. Par exemple, les parcs nationaux transfrontaliers tels que le parc des Virunga (RDC), le parc national des Volcans (Rwanda) et le parc national des Montagnes de la Lune (Ouganda) ont été promus ensemble pour attirer les visiteurs.

## Projets
La Communauté économique des Pays des Grands Lacs (CEPGL) a plusieurs projets :
- Développement des infrastructures : La CEPGL continuera à investir dans des projets d’infrastructures transfrontalières, tels que les routes, les ponts et les réseaux de communication[8].
- Promotion du commerce intra-régional : La CEPGL encouragera davantage le commerce entre les pays membres par la mise en place des mécanismes pour réduire les barrières commerciales et faciliter les échanges de biens et de services[10].
- Renforcement des capacités institutionnelles : La CEPGL continuera à renforcer ses institutions, telles que la Banque de développement des États des grands lacs (BDEGL) et l’Institut de recherches agronomique et zootechnique (IRAZ). Ces institutions joueront un rôle clé dans la promotion du développement économique[8].
- Sécurité et lutte contre les menaces transfrontalières : La CEPGL travaillera en étroite collaboration avec les forces de sécurité des pays membres pour lutter contre le terrorisme, la criminalité organisée et le trafic illicite. Elle cherchera à renforcer la sécurité dans la région.
- Projets énergétiques et environnementaux : La CEPGL explorera des projets énergétiques durables, tels que l’énergie solaire et hydraulique, pour répondre aux besoins croissants de la région. Elle continuera également à promouvoir des pratiques environnementales responsables.
- Éducation et sensibilisation : La CEPGL mettra en place des programmes d’éducation pour sensibiliser les citoyens aux avantages de l’intégration économique en encourageant la formation professionnelle[8].

## Institutions de la CEPGL
- Banque de développement des États des Grands Lacs (BDEGL)
- Institut de recherches agronomique et zootechnique (IRAZ)
- Société internationale d'énergie des Grands Lacs (SINELAC)
- Énergie des Grands Lacs (EGL)